# Blind in Texas
«Blind in Texas» (en español: «Ciego en Texas») es un sencillo de la banda de heavy metal estadounidense W.A.S.P., lanzado en 1985. La canción fue incluida en el álbum The Last Command.

## Lista de canciones
1. «Blind in Texas» (3:43)
2. «Savage» (3:33)

## Créditos
- Blackie Lawless - voz, bajo
- Randy Piper - guitarra
- Chris Holmes - guitarra
- Steve Riley - batería